# Dmitrij Miroszniczenko
Dmitrij Andriejewicz Miroszniczenko (ros. Дмитрий Андреевич Мирошниченко, ur. 26 lutego 1992 w Aktobe) – kazachski piłkarz grający na pozycji prawego obrońcy lub pomocnika. Od 2011 jest zawodnikiem klubu FK Aktöbe.

## Kariera klubowa
Swoją karierę piłkarską Miroszniczenko rozpoczął w Rosji, w klubie Kubań Krasnodar. W 2009 roku awansował do pierwszego zespołu, jednak przez dwa lata nie zdołał zadebiutować w barwach Kubania w meczu ligowym. W 2011 roku przeszedł z Kubania do kazachskiego FK Aktöbe. 19 czerwca 2011 zadebiutował w nim w Priemjer-Lidze w przegranym 2:3 wyjazdowym meczu z Żetysu Tałdykorgan. W sezonie 2013 stał się podstawowym zawodnikiem Aktöbe. W 2013 wywalczył z nim swój pierwszy w karierze tytuł mistrza Kazachstanu. W sezonie 2014 zdobył Superpuchar Kazachstanu, został wicemistrzem kraju oraz wystąpił w przegranym 1:4 meczu Pucharu Kazachstanu z Kajratem Ałmaty.
| Sezon | Klub            | Kraj       | Rozgrywki        | Mecze | Gole |
| ----- | --------------- | ---------- | ---------------- | ----- | ---- |
| 2009  | Kubań Krasnodar | Rosja      | Priemjer-Liga    | 0     | 0    |
| 2010  | Kubań Krasnodar | Rosja      | Pierwyj diwizion | 0     | 0    |
| 2011  | FK Aktöbe       | Kazachstan | Priemjer-Liga    | 3     | 0    |
| 2012  | FK Aktöbe       | Kazachstan | Priemjer-Liga    | 2     | 0    |
| 2013  | FK Aktöbe       | Kazachstan | Priemjer-Liga    | 22    | 2    |
| 2014  | FK Aktöbe       | Kazachstan | Priemjer-Liga    | 26    | 2    |
| 2015  | FK Aktöbe       | Kazachstan | Priemjer-Liga    |       |      |

## Kariera reprezentacyjna
W reprezentacji Kazachstanu Miroszniczenko zadebiutował 12 sierpnia 2014 roku w wygranym 2:1 towarzyskim meczu z Tadżykistanem, rozegranym w Astanie.